# Mise, Pargas
Mise är en ö i Finland. Den ligger i Skärgårdshavet och i kommunen Pargas i den ekonomiska regionen  Åboland i landskapet Egentliga Finland, i den sydvästra delen av landet. Ön ligger omkring 27 kilometer söder om Åbo och omkring 160 kilometer väster om Helsingfors.
Öns area är 7 hektar och dess största längd är 420 meter i sydöst-nordvästlig riktning. Ön höjer sig omkring 20 meter över havsytan.